# Castlecary
Castlecary ist eine Gemeinde (Community Council Area) am Ostrand der schottischen Council Area North Lanarkshire an der Grenze zu Falkirk. Sie liegt etwa zehn Kilometer östlich von Falkirk und 22 Kilometer westlich von Glasgow. Die nächstgelegene Stadt ist das vier Kilometer entfernte Cumbernauld. Der kleine Regionalflughafen Cumbernauld Airport liegt 1,5 km westlich.

## Geschichte
Der Antoninuswall verläuft über das Ortsgebiet Castlecarys. Zu Beginn des 20. Jahrhunderts wurden dort die Überreste eines römischen Forts freigelegt. Östlich liegt das Tower House Castlecary Castle. Es wird vermutet, dass sich an dessen Standort bereits seit Ende des 13. Jahrhunderts eine Festung oder Motte befand. Castlecary Castle entstand schließlich im Jahre 1485. Es ist heute als Denkmal der höchsten Kategorie A eingestuft.

Am 10. Dezember 1937 fuhr bei starkem Schneefall und schlechter Sicht bei Castlecary ein Schnellzug auf einen stehen gebliebenen anderen Schnellzug auf. 35 Menschen starben. 
Einst erstreckte sich das seinerzeits noch in der traditionellen schottischen Grafschaft Stirlingshire gelegene Castlecary nach Osten bis in die heutige Council Area Falkirk. Die Ortschaft wurde jedoch geteilt und der östliche Teil ist nun als Allandale bekannt. 1971 lebten 284 Personen in Castlecary. Dies bedeutete einen Bevölkerungsanstieg im Vergleich zu 158 Einwohnern zehn Jahre zuvor.
Im Rahmen der historischen Gliederung Schottlands in Civil Parishes zählt Castlecary zu Cumbernauld, das zu Dunbartonshire gehörte. Seit deren Auflösung bildet es eine eigenständige Gemeinde.